# 淑儀
淑儀是中國、朝鮮後宮嬪御等級之一，始見於中國西晉，後傳至朝鮮。

## 中國
晉武帝始設淑儀位號，為九嬪之一。之後南朝各政權沿用。隋朝廢除。至唐朝唐玄宗再設淑儀，為六儀之一，正二品。宋朝、金朝亦設淑儀，為九嬪之一。元代之後淑儀位號不再於中國使用。

## 朝鮮
朝鮮王朝淑儀為從二品內命婦，地位次於昭儀，而在昭容之上。